# Isabella Santodomingo
Miriam Isabel Santodomingo De la Rosa (Barranquilla, 28 de març de 1968) és una actriu, escriptora i presentadora colombiana.

## Biografia
Va néixer a la del Carib ciutat de Barranquilla com a Miriam Isabel Santodomingo De la Rosa, però als 17 anys va canviar legalment el seu nom, el seu pare Luis Alberto Santodomingo Molina era primer germà del reconegut industrial Julio Mario Santodomingo. Va fer els seus estudis primaris en el Col·legi Karl C. Parrish (Barranquilla) i en el Col·legi Nova Magrana (Bogotà). Va realitzar els seus estudis secundaris en el Col·legi Americà (Barranquilla), va ser campiona nacional de racquetball, campiona departamental de patinatge artístic i capitana dels equips de voleibol i sóftbol.
A nivell superior va estudiar Disseny de Modes en el American College for the Applied Arts a Atlanta, Estats Units (avui dia American Intercontinental University), i locució de radi i televisió a la mateixa ciutat.
Santodomingo és mare soltera, té una filla nascuda en 1995 anomenada Daniela Ossa Santodomingo, el pare de la qual és el reconegut compositor i productor musical caleño Bernardo Ossa Velazco.

## Llibres i escrits
- Els cavallers les prefereixen brutes (2004), tot un best seller del que va sorgir la stand up comedy del mateix nom.
- AM/FM: Feliçment mantinguda o assalariada de merda.
- Sexorcismo.
- Chantillología.
- Ens estimem o ens suportem?. (Manual-qüestionari)

Santodomingo ha escrit dos miniseries per al Canal RCN: Cara o Segell i Victoria, que va resultar guanyadora d'un premi Simón Bolívar com a Millor Miniserie Nacional. En 2010 el Canal Caragol en associació amb Sony Entertaiment Television va llançar Els cavallers les prefereixen brutes basat en el bestseller del mateix nom que consta de 4 temporades, sent ella la guionista. Santodomingo també és autora del guió de dos curtmetratges: Violet is blue i Hello God.

## Premsa
Va iniciar la seva carrera com a columnista, posteriorment va estar vinculada als diaris El Carib, L'Herald, L'Espectador i El Temps; així com a les revistes Nova, Divendres Cultural, SoHo, Croms, Diners, Aló, Ocean Drive (I.O.).
En 1995 va crear i va dirigir per espai de sis anys la revista Shock, dirigida als joves colombians. Posteriorment va crear la revista d'entreteniment Control T.V. i també va ser directora de la revista Carrusel.

## Presentadora, concursant i jurat dereality xous
En televisió va començar com a presentadora de Panorama, (magazín periodístic dirigit per Julio Sánchez Crist), després al costat de Carlos Vives va conduir La Tele. Anys després també va presentar un espai dedicat al Concurs Nacional de Bellesa de Colòmbia pel noticiero del Canal Caragol. El 2004 va concursar en el reality Desafiament 20.04 L'aventura, va ocupar el tercer lloc. El 2010 Isabella Santodomingo va ser un dels tres jurats del reality xou Protagonistes de La nostra Tele del canal RCN. En 2011 fa el propi per a la versió del mateix reality de la cadena hispana Univision. i en 2012 és jurat en Protagonistes de La nostra Tele.
Actualment és novament triada pel canal RCN Televisió per ser jurat del controversial i polèmic reality xou Protagonistes de La nostra Tele.

## Filmografia
| Any  | Programa/Pel·lícula                                  | Paper                                        |
| ---- | ---------------------------------------------------- | -------------------------------------------- |
| 2014 | Dement criminal                                      | Consolo Busquest de Moránd (Co-Protagonista) |
| 2013 | Protagonistes de la nostra tele 2013 (3ª temporada)  | Jurado                                       |
| 2012 | The Suso's Xou 2                                     | Convidada                                    |
| 2012 | Protagonistes de la nostra tele 2012 (2ª temporada)  | Jurado                                       |
| 2011 | Els cavallers les prefereixen brutes (2.ª Temporada) | Rut Castro                                   |
| 2011 | Miralls (Llargmetratge Veneçolà)                     | Esther (Co-Protagonista)                     |
| 2010 | Decisions “El Fill de l'ànima                        | Elsa                                         |
| 2010 | Protagonistes de La nostra Tele                      | Jurado                                       |
| 2008 | Chance (Llargmetratge colombo-panameny)              | Gloria (Protagonista)                        |
| 20-- | El tracte (Llargmetratge)                            | Esperanza (Protagonista)                     |
| 20-- | Colombians, un acte de fe (Llargmetratge)            | Sara Domínguez (Protagonista)                |
| 20-- | Kalibre 35 (Curtmetratge)                            | Estel                                        |
| 2005 | Per amor a Gloria                                    | Carolina Koppel (Antagonista)                |
| 2004 | La saga, negoci de família                           | Ana María Guzmán de Manrique                 |
| 20-- | Em moro per tu                                       | Kika (Protagonista)                          |
| 1998 | Gos amor                                             | Camila Brando (Antagonista)                  |
| 1997 | Foc verd                                             | María Victoria (Protagonista)                |
| 1996 | Eternament Manuela                                   | Roberta (Antagonista)                        |
| 1995 | Momposina                                            | Coralina Lux (Antagonista)                   |
| 1994 | Temptacions                                          | Luzbella (Protagonista)                      |
| 1993 | Passions secretes                                    | Perla                                        |

## Premis i nominacions

### Premis TVyNovelas
| Any  | Categoria                           | Telenovel·la o Sèrie       | Resultat |
| ---- | ----------------------------------- | -------------------------- | -------- |
| 2005 | Millor actriu antagònica            | La saga, negoci de família | Nominada |
| 1999 | Millor actriu antagònica            | Gos amor                   | Ganadora |
| 1998 | Millor actriu protagonista de sèrie | Foc verd                   | Nominada |
| 1997 | Millor actriu protagonista de sèrie | Foc verd                   | Nominada |
| 1996 | Millor actriu antagònica            | Eternament Manuela         | Nominada |

### Premis Índia Catalina
| Any  | Categoria                                    | Telenovel·la o sèrie                 | Resultat |
| ---- | -------------------------------------------- | ------------------------------------ | -------- |
| 2011 | Millor llibret original de sèrie o miniserie | Els cavallers les prefereixen brutes | Nominada |
| 2005 | Millor actriu de repartiment                 | La saga, negoci de família           | Nominada |

### Altres premis
- Cacic d'Or a l'Actriu Revelació per Passions Secretes

## Filantropia
Isabella Santodomingo va crear una fundació denominada Donar Per Colòmbia que ha ajudat als damnificats per l'emergència hivernal de 2011 en el departament de Sucre.